# Haimhausen
Haimhausen er en kommune i Landkreis Dachau, i Regierungsbezirk Oberbayern i den tyske delstat Bayern, med knap 4.700 indbyggere.

## Inddeling
Kommunen har ni landsbyer og bebyggelser.
- Amperpettenbach
- Haimhausen
- Hörgenbach
- Inhausen
- Inhauser Moos
- Maisteig
- Oberndorf
- Ottershausen
- Westerndorf